# Scutellaria incisa
Scutellaria incisa là một loài thực vật có hoa trong họ Hoa môi. Loài này được Y.Z.Sun ex C.H.Hu miêu tả khoa học đầu tiên năm 1966.